# Tolna (provins)
Tolna är en provins i centrala Ungern. I provinsen ligger bland annat staden Tolna.